# Sant'Angelo in Vado

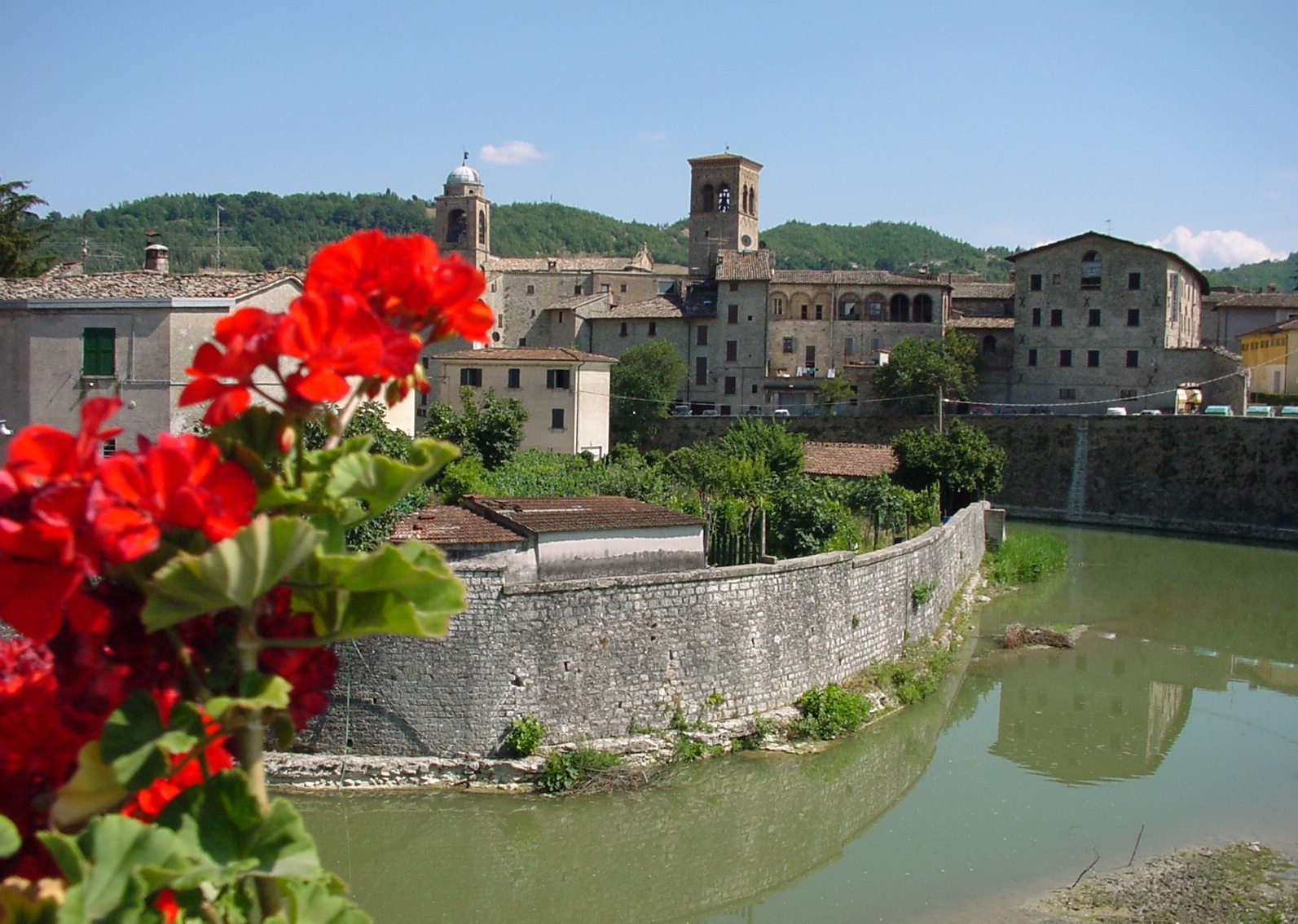

Sant'Angelo in Vado es una localidad y comune italiana de la provincia de Pesaro y Urbino, región de las Marcas, con 4130 habitantes.

## Evolución demográfica
| Gráfica de evolución demográfica de Sant'Angelo in Vado entre 1861 y 2001 |
|                                                                           |
| Fuente ISTAT - elaboración gráfica de Wikipedia                           |